# 小嶋英嗣
小嶋 英嗣（こじま ひでつぐ、1954年 - 2009年11月28日）は、日本の政治家。那智勝浦町長（2009年）。那智勝浦町議会議員（1999年 - 2009年）。東海大学卒業。

## 人物
地質調査ボーリング業、南紀くろしお商工会理事を経て、1999年から那智勝浦町町議会議員を2期務め2009年9月の那智勝浦町町長選挙に出馬し、初当選。
ところが同年11月27日に自宅2階でロープで首を吊っているところを小嶋の妻が発見、役場職員を通じて同町消防本部に「意識がない」と通報して同町内の病院に運ばれるものの翌日午前11時41分にその病院で死亡。55歳。自殺とみられている。町長に当選してから約2か月後の出来事であった。
小嶋は「激務で疲れた」と書かれたメモを残しており、これが遺書とみられる。ただ、先述の通り小嶋は同町の町議会議員を2期務めているので内情は詳しかったはずだという指摘がある。